# Spyros Vellas
Spyridon „Spyros“ Vellas (griechisch Σπυρίδων „Σπύρος“ Βελλας; * 1883; † 1950) war ein griechischer Tauzieher und Leichtathlet, der im Diskuswurf aktiv war.

## Erfolge
Spyros Vellas nahm an den Olympischen Zwischenspielen 1906 in Athen im Tauziehen teil. Bei diesen trat er gemeinsam mit Spyros Lazaros, Antonios Tsitas, Georgios Papachristou, Vasilios Psachos, Konstantinos Lazaros, Panagiotis Trivoulidis und Georgios Psachos an. Die Mannschaft erreichte nach einem 2:0-Sieg gegen Schweden das Finale, in dem sie der Mannschaft des Deutschen Reiches mit 0:2 unterlagen, womit Vellas und seine Mitstreiter die Silbermedaille erhielten.
Darüber hinaus startete er im griechischen Stil des Diskuswerfens, erreichte aber keine vordere Platzierung.